# 1. ŽFL
Die Prva ženska fudbalska liga Crne Gore, kurz 1. ŽFL, ist die höchste Spielklasse im Frauenfußball in Montenegro. Die Liga wurde ab der Saison 2008/09 unter dem Namen Trofej FSCG ausgetragen und die Spiele dauerten nur 60 Minuten. Dies änderte sich erst, als zur Saison 2011/12 die Liga in 1. ŽFL umbenannt worden ist.

## Meister
- 2008/09: ŽFK Palma Podgorica
- 2009/10: ŽFK Palma Podgorica
- 2010/11: ŽFK Ekonomist Nikšić
- 2011/12: ŽFK Ekonomist Nikšić
- 2012/13: ŽFK Ekonomist Nikšić
- 2013/14: ŽFK Ekonomist Nikšić
- 2014/15: ŽFK Ekonomist Nikšić
- 2015/16: ŽFK Breznica Pljevlja
- 2016/17: ŽFK Breznica Pljevlja
- 2017/18: ŽFK Breznica Pljevlja
- 2018/19: ŽFK Breznica Pljevlja
- 2019/20: ŽFK Breznica Pljevlja
- 2020/21: ŽFK Breznica Pljevlja
- 2021/22: ŽFK Breznica Pljevlja
- 2022/23: ŽFK Breznica Pljevlja
- 2023/24: ŽFK Breznica Pljevlja
- 2024/25: ŽFK Budućnost Podgorica